# Paris Judo
Paris Judo (ehemals PSG Judo) war ein 1992 gegründeter Pariser Judoclub. Im Jahr 2007 fusionierte er mit dem Racing Club de France zur Lagardère Paris Racing.

## Geschichte
PSG Judo wurde 1992 von Thierry Rey gegründet. Der Verein war von 1992 bis 2002 Mitglied des Paris Saint-Germain und wurde 2002 nach der Einstellung der Aktivitäten des Paris Saint-Germain in Paris Judo umbenannt.
Die Judokas des Vereins haben 3 olympische Titel und 8 Weltmeister. Der neueste ist der von Teddy Riner aus dem Jahr 2007.
Insgesamt gewann Paris Judo 1995 den Europa Pokal der Landesmeister. Der Verein war 1997 und 1998 zweimal Zweiter und 1996 Dritter. Pariser Judo war 1997 französischer Vereinsmeister und sieben Mal Vizemeister Frankreichs.
David Douillet, Djamel Bouras, Nicolas Gill, Frédéric Demontfaucon und Cécile Nowak wurden aus dem Verein entlassen.
Der Verein war ursprünglich im Aquaboulevard beheimatete. 2003 zog er in ein Dojo im Stade Charléty um.
Am 6. Juni 2006 gaben Paris Judo und Team Lagardère eine dreijährige Partnerschaft zur Wiederbelebung des Pariser Clubs bekannt. Zu diesem Anlass verpflichtet der Pariser Klub die Weltmeisterin Lucie Décosse. Ein Jahr später fusionierte der Pariser Club mit der Judo-Sektion des Racing Club de France und gründete Lagardère Paris Racing Judo.

## Erfolge

### International
- Europa Pokal der Landesmeister (Männer)[1]
  - Sieger: 1995
  - Finalist: 1997, 1998
  - Dritte: 1996

### National
- Französischer Vereinsmeister: 1997